# 미하일 사포프
미하일 사포프(불가리아어: Михаил Савов, 1857년 11월 14일 - 1928년 7월 21일)는 불가리아의 장군이자 국방부 총리로 있었던 인물로, 2차례의 발칸 전쟁에서 불가리아 육군을 이끌었다. 그는 2번 육군에서 해임되었지만 차르 페르디난드 1세의 도움으로 두 번 모두 복직했다. 미하일 사포프와 페르디난드 1세는 제2차 발칸 전쟁의 주요 당사자로 언급된다.

## 생애
미하일 사포프는 1857년 11월 14일에 에스키 자그라에서 태어났다. 이 때 불가리아는 오스만 제국의 치하에 있었다. 그는 가브로보에 있는 아프리로프 국립고등학교를 비롯해 하스코보, 플로브디브에서 공부했다. 이후 그는 1876년 이스탄불에 위치한 이을룸 제국 갈라타사라이에서 공부했다. 1879년 사포프는 소피아에 위치한 사관학교에서 소위로 졸업했다. 1881년 그는 일등중위로 진급했고 상트페테르부르크에 위치한 니콜라스 참모학교에서 1885년까지 공부했다. 불가리아로 돌아온 후 그는 동부 루메리아의 총독으로 임명되었다. 1885년 9월 그는 대위로 진급했다. 그리고 알렉산더르 공작에 의해 같은 날 육군의 참모로 지명되었다.

### 세르비아-불가리아 전쟁
1885년 세르비아-불가리아 전쟁 당시 미하일 사포프는 불가리아 국방부 장관에서 주요 인사 중 한 명으로 지명되었다. 그는 슬리프니스타 전투에서 좌익을 지휘했다. 그는 피로트 전투에서 세르비아 모라바 사단을 격멸한 것에 큰 공을 세웠다. 그는 이 공로로 특무훈장 3급을 수훈받았다. 1886년 그는 불가리아-오스만 제국 국경 지역인 로도피산맥의 정착지에 대한 위원회에 참여해 국방부 장관의 본부에서 복무했다. 1886년부터 1887년까지 그는 국방부 장관의 보좌관이었다. 1887년 4월 17일 그는 소령으로 진급해 제5보병여단의 참모부에서 일했다. 같은해 그는 페르디난드 1세의 도움으로 보좌관에 임명되었다. 2월 16일 그는 스체판 스탐보로프 내각에서 국방부 장관을 맡았고 8월 2일 중령으로 진급했다. 1894년 스탐보로프가 실각한 이후 그도 육군에서 해임되었으나 1897년 그는 복직하여 1899년까지 중령으로 진급했다.
1903년부터 1908년까지 미하일 사포프는 스토얀 다네프의 제3차 내각과 라초 페트로프의 2차 내각, 그리고 드미타르 페트코프, 드미타르 스탄초프, 페타르 구데프의 1차 내각에서 국방부 장관을 맡았다. 1904녀 1월 그는 대령으로 진급했고, 1907년 그는 무기 보급의 부패와 오작동에 대해 책임을 맡았다. 1908년 그는 소장으로 진급했고 육군에서 두 번째로 사임했다.

### 발칸 전쟁
1912년 제1차 발칸 전쟁이 발발한 이후 사포프 장군은 복무로 돌아왔다.그는 새로 창설된 사령관 보좌관으로 임명되었다. 그는 차탈리아에 있는 오스만 제국 방어선을 공격하였다. 제2차 발칸 전쟁 당시 그는 세르비아와 그리스 왕국과의 공격에도 참여했다. 그는 1913년 6월 29일 제4군과 5군의 지휘를 맡았고 제2군도 7월 14일 그의 휘하에 들어왔다. 1914냔 그는 크레슈나 게오르크 전투의 사령관 중 한 명이었다. 1914년 그는 국가 회의에서 회부되어 해임되었다. 미하일 사포프는 이후 프랑스에서 살았다. 그는 제1차 세계 대전 이후 그는 프랑스에서 장관직을 맡았고, 이후에는 벨기에에서 같은 보직을 맡았다.